# Dietrich Schäffer
Dietrich Schäffer (fordansket Diderik Schæffer) (født før 1730 i Keyla, Thüringen, død tidligst 1778) var en tysk hofsnedker i dansk tjeneste. Han var en af tidens væsentligste rokokokunstnere. Forstmanden Martin Gottlieb Schäffer var hans søn.
Han må have været en af de mange kunstnere indkaldt til opførelsen af Christiansborg Slot og var ankommet til København senest 1731 og blev medlem af byens snedkerlav 1732. Fra 1740 kaldes han hofsnedker og fik 1740-55 årlig løn af den kgl. partikulærkasse for at vedligeholde modellerne til Christiansborg Slot på Kunstkammeret. Han ejede fra 1730'ernes midte huset Magstræde 6 og 1755-72 Schæffergården ved Jægersborg, hvis nuværende bygninger han lod opføre.
Han udførte 1736 efter Laurids de Thurahs tegninger snedkerarbejdet i Prinsessernes Pandekagekøkken på Frederiksberg Slot og til slutningen af 1740'erne en stor del af snedkerarbejdet og det enklere billedskærerarbejde på Christiansborg. Hans værker her brændte med slottet i 1794. Interiørsnedkeri med rig skåret rokokodekoration er bevaret fra hans eget hus i Magstræde (ca. 1738-41, flyttet til Nationalmuseet) og i det Württembergske Palæ (1742-44, det nuværende Finansministerium). Også i Prinsens Palæ og Moltkes Palæ på Amalienborg har han efterladt udsøgte arbejder.
Schäffer fremstillede modellen til Christiansborg Slot (under Elias David Häussers ledelse) 1732-34, en fæstningsmodel 1742 og modeller af Amalienborgpalæerne 1750 og 1755 (alle forsvundne). Også møbler og lign. har han lavet; bevaret er et stort, rigt indlagt skriveskab (1731-32) og skrin med tilsvarende indlægninger (begge på Rosenborg) samt tre udskårne skabe til voksfigurer af konger og dronninger (1743-44, oprindelig Kunstkammeret, nu på Rosenborg og Frederiksborgmuseet).
Schäffers tidligste arbejde, skabet på Rosenborg, viser ham som lærling af rhinfrankisk senbarok. Det opulente møbel kan forklare, hvorfor Schäffer ikke behøvede at aflægge mesterstykke til snedkerlavet. Gennem sin virksomhed for Louis-Augustin le Clerc og Nicolai Eigtved på Christiansborg indførtes han i fransk rokoko. Som en af tidens førende håndværkere fik han væsentlig betydning for den nye stils udbredelse og udformning i københavnsk interiørkunst; i Magstrædestuerne og på Eremitageslottet har han benyttet motiver fra Jacques-François Blondel kun et par år efter deres publicering i Paris (De la distribution des maisons de plaisance, 1738).
I 1755 købte han på auktion en kavalerstald ved Jægersborg, som han lod indrette med henblik på kongeligt ophold under parforcejagterne. Schäffer lod en stor og fornem hovedbygning i rokokostil opføre i håbet om, at kongen ville købe ejendommen til lystophold, men hans vilde spekulation lykkedes ikke, og Schäffer kom tæt på en fallit på grund af byggeriet. I 1772 lykkedes det ham at sælge landstedet.
Han blev gift 12. august 1733 i København med Wolber (Valborg) Cathrine Bertram (ca. 1712 – begravet 28. januar 1775 i Gentofte).